# Pasarelă (informatică)

Pasarelă incl. paravan de protecţie între o rețea locală (LAN) şi una de arie largă (WAN)

În informatică, o pasarelă sau o poartă de acces (în engleză, gateway) este un punct din rețea (un server sau chiar o rețea specială) care servește ca intrare într-o altă rețea . Pasarela permite conectarea unor rețele informatice de natură, protocoale de comunicații și autorități diferite, ca de exemplu o rețea locală (LAN) și rețeaua Internet. Astfel, mai multe calculatoare, sau chiar întreaga rețea locală poate avea acces la Internet prin intermediul pasaralei. 
Pasarelele efectuează rutarea pachetelor în locul ruterului, dar pot efectua în același timp  și sarcini mai complexe. Cel mai adesea pasarelele servesc ca paravane de protecție și servere proxy sau supraveghează calitatea serviciului ș.a.